# Lycée Gustave-Flaubert (Rabat)
Pour les articles homonymes, voir Lycée Gustave-Flaubert.
 (juillet 2013).
L’Institut de l'Agdal Gustave-Flaubert est un lycée privé marocain dont les élèves préparent et passent ensuite le baccalauréat français de l'académie de Bordeaux. Il est situé à Rabat.

## Histoire
Créé en 1992, l'Institut est habilité depuis 1994, en vertu d'une autorisation exceptionnelle du ministère marocain de l'Éducation nationale à dispenser un enseignement préparant aux épreuves d'un baccalauréat étranger. Depuis, l'Institut de l'Agdal a réussi à concilier deux objectifs :
- respecter les conditions de l'autorisation du MEN en réservant une place importante aux matières à caractère identitaire,
- dispenser un enseignement conforme en tous points aux programmes, instructions et horaires du second cycle français.

## Description
Il s'agit d'un seul bâtiment abritant huit classes ainsi que les bureaux de la vie scolaire et d'une permanence. L'éducation physique et sportive est pratiquée avec des structures partenaires. Au complexe sportif Moulay-Abdallah pour la seconde et la première, pour les terminales les élèves bénéficient des espaces sportifs  du lycée Descartes.